# Ramienica

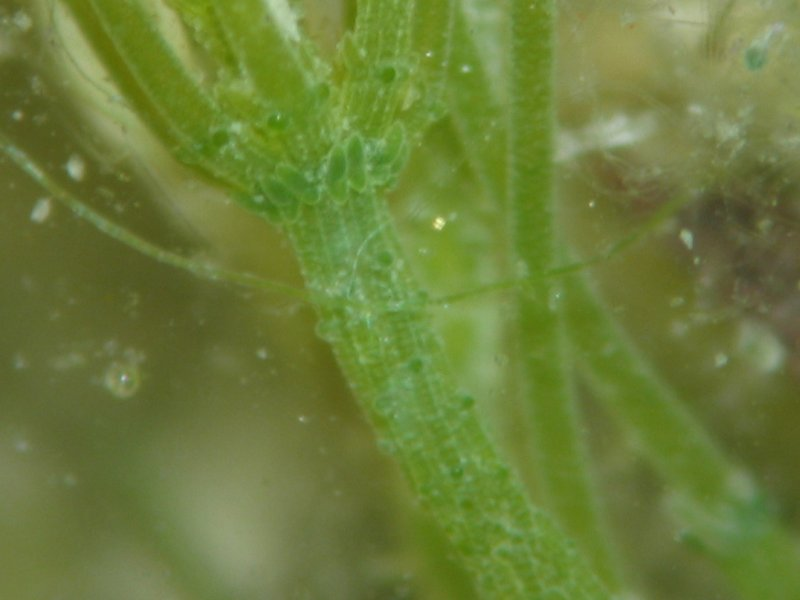
Ramienica zwyczajna, widoczne okorowanie, kolce oraz okółki przylistków pod okółkiem nibyliści, a na nibyliściach okółki nibylistków

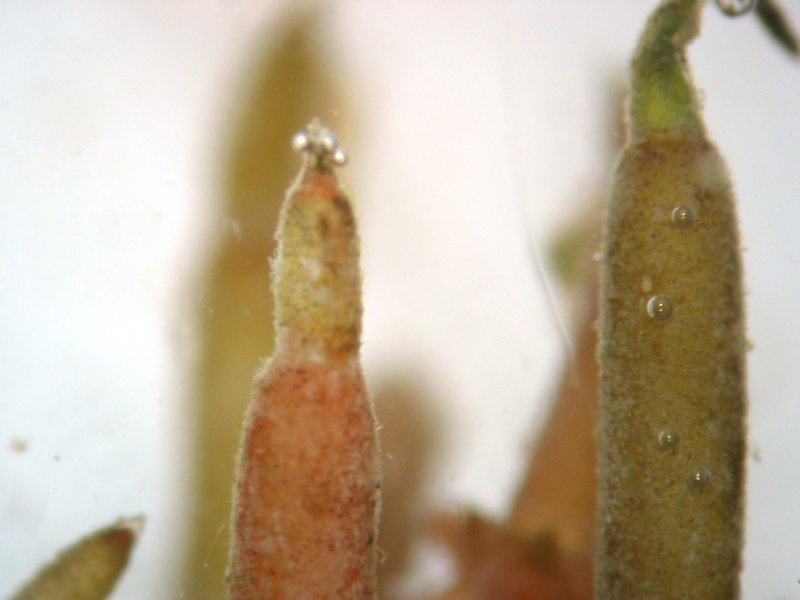
Ramienica omszona, widoczne ostatnie, nieokorowane człony nibyliści

Ramienica (Chara) – rodzaj glonów, jeden z pierwszych naukowo opisanych przez Linneusza, a niedługo potem przez innych przyrodników, w tym Jana Kluka, przy czym rodzaj z podziałem na gatunki, opisywał jeszcze przed Linneuszem, w 1719 r. Sébastien Vaillant, podczas gdy inni ówcześni przyrodnicy uznawali go za przedstawiciela skrzypów. Nazwa ramienice w polskiej literaturze stosowana jest do taksonów o różnej randze – od rodzaju Chara, do gromady Charophyta (choć w tym wypadku tylko wyjątkowo dla przedstawicieli innych taksonów niż ramienice właściwe).

## Budowa

### Pokrój
Makroglon o różnej wielkości – od kilku centymetrów do mniej więcej metra, przy czym niektóre gatunki mogą osiągać większe rozmiary, o rozgałęzionej plesze zbudowanej z nibyłodyg, nibyliści i drobniejszych elementów (nibylistki, kolce, przylistki, wielokomórkowe, nitkowate ryzoidy, plemnie, lęgnie, bulwki). Ogólny pokrój przypomina skrzypy.
Plecha od zielonej do czerwonawej, często słabiej lub silniej inkrustowana węglanem wapnia, przez co krucha i wpadająca w odcienie szarości.
Nibyłodyga zbudowana jest z węzłów i międzywęźli. Międzywęźla zbudowane są z komórek rdzenia i okorowania. Z węzłów wyrasta 6–16 nibyliści tworzących okółek, a z kątów nibyliści kolejne nibyłodygi. Pod okółkiem nibyliści wyrastają dwa (rzadko jeden lub trzy) okółki przylistków. Nibyliście są podobnie jak nibyłodygi podzielone na węzły i międzywęźla, przy czym co najmniej jeden ostatni segment nibyliścia nie jest okorowany (czasem wszystkie segmenty). Z węzłów nibyliści wyrastają jednokomórkowe nibylistki, często podobne do przylistków i kolców, przy czym wyrastające od strony nibyłodygi (wewnętrzne) są zwykle wyraźniejsze od zewnętrznych. Podobnie często większe są nibylistki na nibyliściach płodnych (niosących gametangia). Nibyliście w rodzaju Chara są nierozgałęzione, co wyróżnia go spośród innych rodzajów. Gametangia osadzone w kątach nibyliści. Rośliny dwupienne lub jednopienne.

### Okorowanie
Dwurzędowe lub trzyrzędowe. Czasem niezupełne, wyjątkowo brak (u Ch. braunii).

### Plemnie
Wielokomórkowe (plemniostany). Ściany zbudowane z 8 tarczowatych, trójkątnych komórek. Przytwierdzone kolejną komórką do plechy. Od tarczowatych komórek do wnętrza odchodzą trzoneczki (manumbrium) z komórką główkową, z której wyrastają kolejne komórki zakończone wielokomórkowymi nićmi wytwarzającymi plemniki. Pojedyncze, rzadko w parach. W węzłach nibyliści. Zwykle w miarę kuliste. Początkowo zielone, wraz z dojrzewaniem czerwienieją (mogą stać się też pomarańczowe). Zwykle mniejsze od lęgni, ale może to być znaczna dysproporcja lub niewielka różnica. Dojrzałe często widoczne gołym okiem. U gatunków jednopiennych poniżej lęgni. Plemniki dwuwiciowe. Dojrzewają równocześnie z lęgniami lub wcześniej.

### Lęgnie
Pojedyncze, rzadko w parach. W węzłach nibyliści. Początkowo zielone, wraz z dojrzewaniem pomarańczowieją lub brązowieją. Mniej więcej elipsoidalne. Okorowane przez pięć komórek helikalnie otaczających komórek. Na ich szczycie jest 5 kolejnych komórek (co jest cechą diagnostyczną podrodziny Charoideae) tworzących koronkę, która w trakcie dojrzewania może odpaść. Zawierają pojedynczą komórkę jajową. Oospory brązowe do czarnych.

### Anatomia
Komórki zwykle jednojądrowe, z wyjątkiem komórek międzywęźli, które mają charakter komórczaków ze względu na obecność kilku dużych nieregularnych jąder będących wynikiem amitozy. Komórki łączą się przez plazmodesmy. Cytoplazma podzielona na nieruchliwą ektoplazmę ze śrubowato skręconymi chloroplastami i płynną endoplazmę zawierającą jądra komórkowe i mitochondria. W centrum komórki duża wakuola. Cytokineza z fragmoplastem typowym dla Charophyta i roślin zwanych lądowymi.

### Podobne rodzaje
Krynicznik (Nitella), który w odróżnieniu od ramienicy jest nieokorowany (a więc nie wytwarza też przylistków i kolców), ma rozwidlone nibyliście i zwykle jest słabiej inkrustowany, krynicznica (Nitellopsis), która również jest nieokorowana, ma rozwidlone nibyliście, rozsocha (Tolypella), która jest nieokorowana, ma rozgałęzione nibyliście i zwykle jest słabiej inkrustowana, lichnotamnus Lychnothamnus, który ma szczątkowe okorowanie, przylistki tylko w jednym okółku, a lęgnie między plemniami.

## Biologia

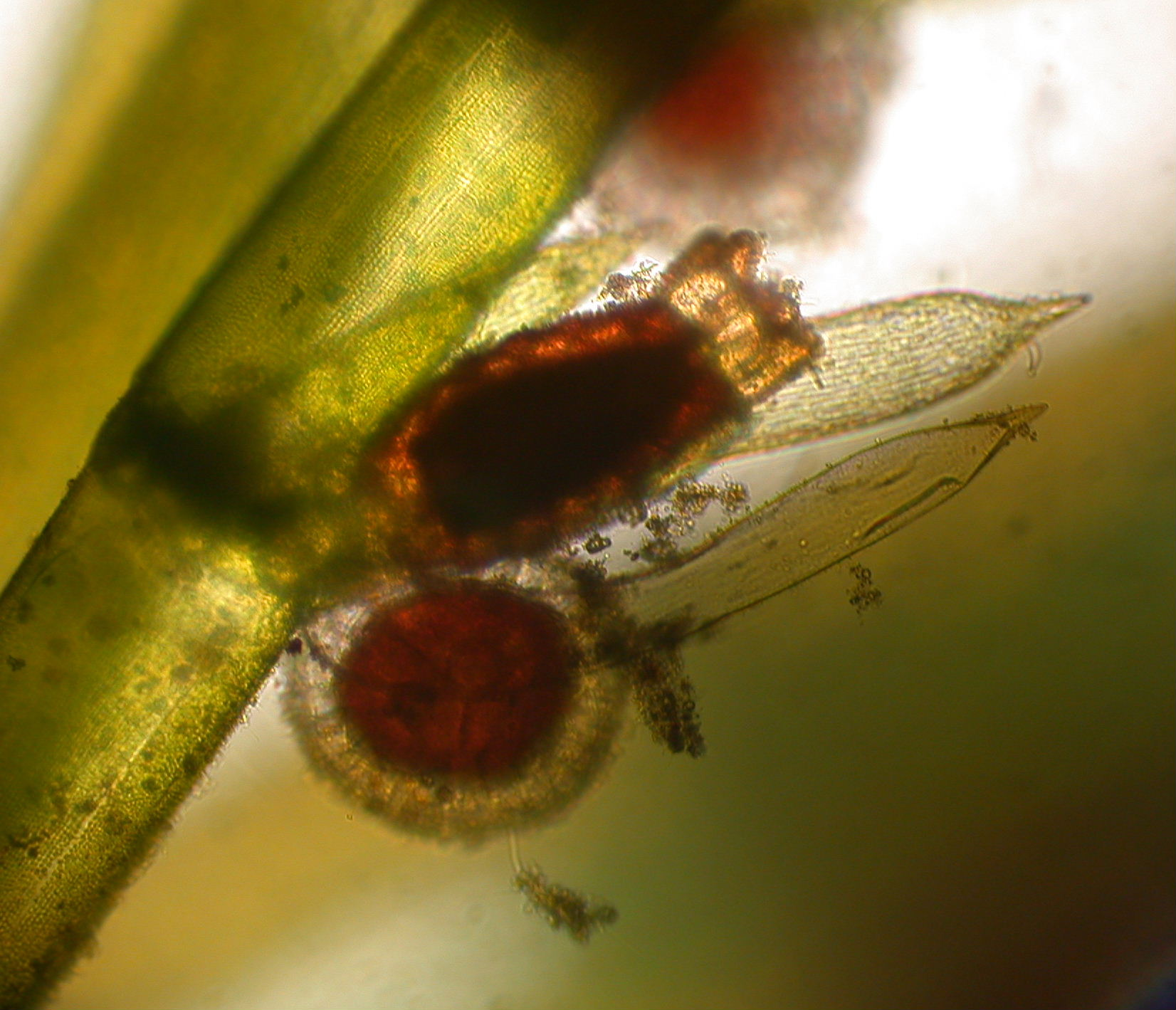
Lęgnia i plemnia

### Historia życiowa
Rośliny wieloletnie lub jednoroczne. W zależności od gatunku i warunków (np. głębokości zanurzenia) zimują całe rośliny, oospory lub bulwki. Podobnie jak w całej grupie, u ramienicy nie występuje przemiana pokoleń, tj. wszystkie osobniki są gametofitami i nie wytwarzają zarodników.

### Rozmnażanie
Rozmnażanie wegetatywne przez odrosty z chwytników lub komórek węzłowych (np. po zagrzebaniu plechy w osadzie). Także przez bulwki wyrastające na chwytnikach. Rozmnażanie płciowe na drodze oogamii. W dojrzałej plemni rozchylają się tarczki, a przez szczeliny wypływają plemniki, które dostają się do jaja znajdującego się w lęgni przez kanał na szczycie jej okorowania. Po zapłodnieniu komórki jajowej z komórek oosporangium i nowo powstałej oospory tworzy się złożona otoczka. Odkładane w niej są węglan wapnia, lignina i suberyna. Oospora często kiełkuje dopiero po przezimowaniu. Przechodzi podział redukcyjny (mejozę), choć szczegóły tego procesu są słabo poznane i tworzy splątek. Z bocznych odgałęzień splątka formują się osie główne, czyli nibyłodygi, nowego osobnika. U niektórych gatunków rozmnażanie płciowe jest stosunkowo mało wydajne. Kiełkowanie oospor może być pobudzane przez światło czerwone.

### Liczba chromosomów
Liczba chromosomów u gatunków dwupiennych n=14–28, a u jednopiennych n=14–70. Często jest to wielokrotność 14 (tj. 14, 28 lub 56), co sugeruje, że specjacja następowała na drodze poliploidyzacji lub hybrydyzacji. Osobniki są zasadniczo haploidalne, ale większość jąder może mieć nadmiarową ilość DNA.
Wśród zsekwencjonowanych genomów jest mitochondrialny DNA Ch. vulgaris o długości 67 737 par zasad (68 genów, 27 intronów).

### Fitochemia
Materiałem zapasowym jest skrobia, jak u większości roślin zielonych. Skrobia i tłuszcz znajdują się m.in. w komórce jajowej. Zawarte w ciele ramienic substancje mają silny zapach określany jako przypominający zapach ryby lub skunksa. Inkrustacja węglanem wapnia sprawia, że może on osiągać kilkadziesiąt procent suchej masy ciała.

## Ekologia

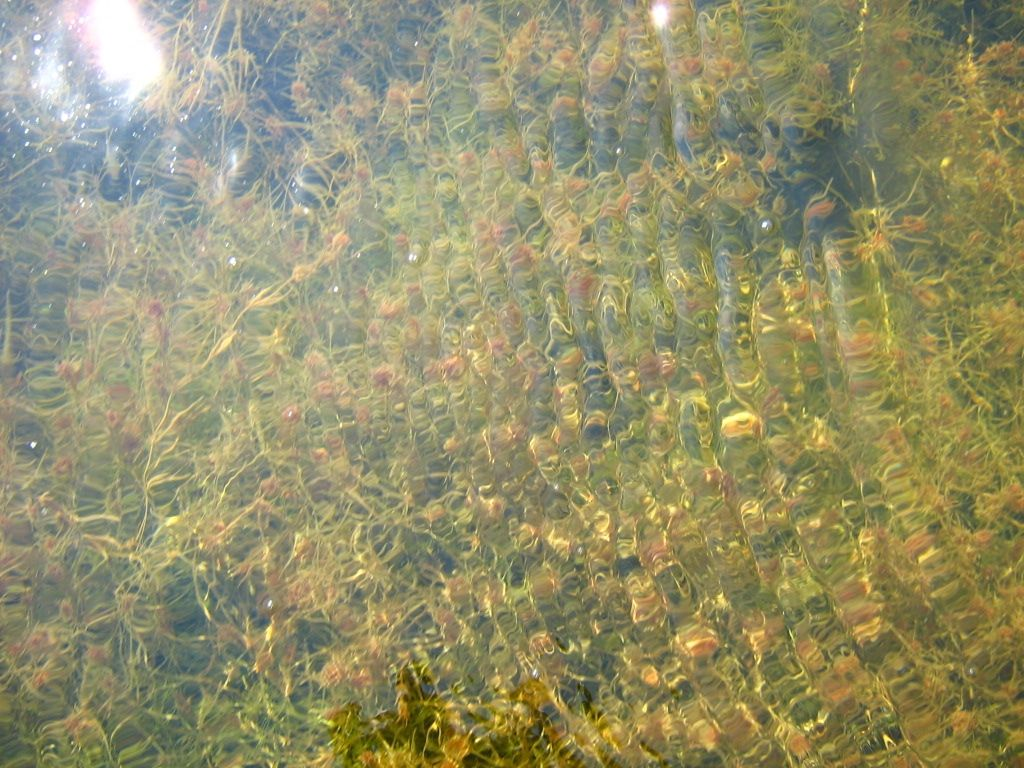
Łąka ramienicowa budowana w dużej mierze przez ramienicę omszoną

### Wymagania siedliskowe
W większości gatunki słodkowodne znoszące lekkie zasolenie. Są jednak gatunki wyłącznie słodkowodne i wyłącznie słonawowodne (np. Ch. baltica). Zwykle preferują wody twarde i niezbyt żyzne oraz podłoże o dużej zawartości wapnia, choć niektóre mogą występować w wodach o umiarkowanej twardości, a nawet miękkich (Ch. delicatula). Występują w zbiornikach wodnych różnych typów – w zatokach morskich, jeziorach, zbiornikach astatycznych, torfiankach, rowach. Wiele gatunków preferuje wody dość płytkie. Niektóre (np. Ch. coronata, Ch. vulgaris), występując w wodach o zmiennym poziomie, mogą przetrwać niedługi okres wynurzenia. z drugiej jednak strony w czystowodnych jeziorach niektóre osobniki występują na kilkudziesięciu metrach głębokości. Rekordowe wartości zanotowano dla Ch. globularis, którą wraz z mchami znaleziono na głębokości 75 m w jeziorze Tahoe. Nieliczne gatunki ponadto w wodach płynących (Ch. vulgaris), ale zasadniczo unikają wód o dużym ruchu, także o dużym falowaniu. Zwykle dobrze znoszą niską temperaturę, niektóre zimują. Chara pistianensis (obecnie uważana za formę Ch. vulgaris) występuje w gorących źródłach. Ustępowanie ramienic ze zbiornika świadczyć może o jego eutrofizacji.
Ze względu na wytrącanie węglanu wapnia inkrustującego ściany komórkowe z rozpuszczonych w wodzie jonów wapniowych i wodorowęglanowych przy okazji fotosyntezy ramienice przyczyniają się do powstawania wapiennych osadów. Podczas wytrącania kalcytu z rozpuszczonych wodorowęglanów wapnia (biogeniczna dekalcyfikacja) następuje również współstrącanie fosforu. Związane w ten sposób biogeny trafiają z wody do osadu, co powoduje zmniejszenie żyzności wody i może hamować eutrofizację. Podobny efekt ma natlenianie warstwy przydennej na skutek fotosyntezy i utrudnianie mechanicznej resuspensji osadów w gęstych łąkach ramienicowych.

### Występowanie
Rodzaj kosmopolityczny, niewystępujący jedynie na Antarktydzie. Poza tym na każdym kontynencie występują endemiczne dla niego gatunki. Dwupienne gatunki mają większą tendencję do endemizmu, podczas gdy jednopienne do szerokiego rozpowszechnienia. Rozkład gatunków sugeruje powstanie rodzaju w czasach Pangei i rozwój nowych gatunków w miarę jej rozpadu i przemieszczania się kontynentów. W Polsce spotykany w całym kraju, łącznie z Bałtykiem, częściej w strefie pojezierzy, ok. 20 gatunków. W Czechach na początku XX w. stwierdzono 24 gatunki.

### Fitosocjologia
Ramienice podobnie jak inne makrofity często tworzą niemal jednogatunkowe zbiorowiska. Czasem są one w pewnym stopniu współtworzone przez kilka gatunków z rodzaju Chara lub rodziny Characeae, a także domieszkowo przedstawicieli wodnych roślin tkankowych lub inne makroglony. Łąki ramienicowe są zaliczane do klasy zbiorowisk Charetea, choć łąki morskie bywają włączane do klasy Ruppietea maritimae. Jeziora ze znacznym udziałem łąk ramienicowych określa się jako jeziora ramienicowe (przy czym dotyczy to też łąk budowanych przez innych przedstawicieli rodziny).

## Systematyka i zmienność

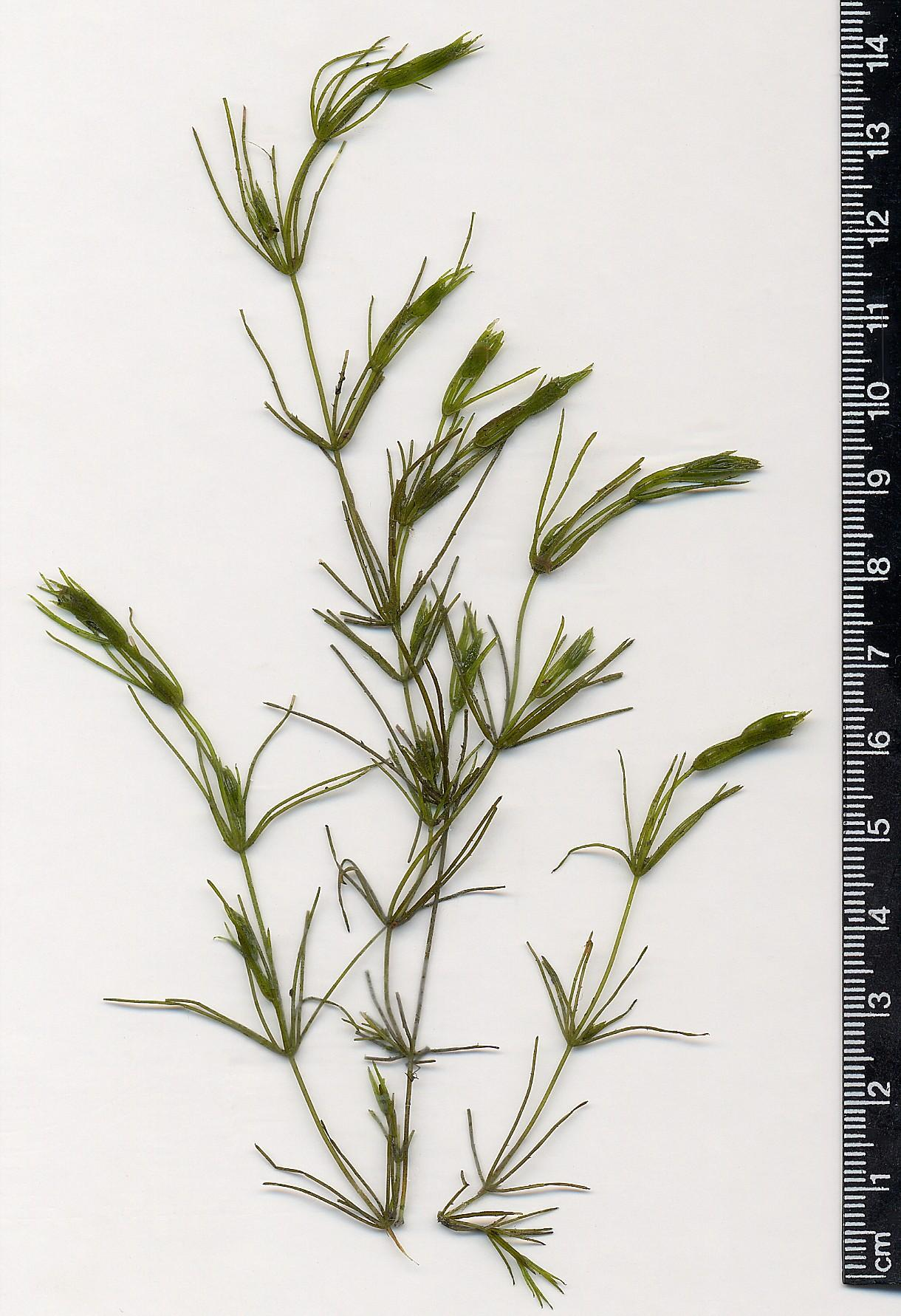
Ramienica krucha, pokrój ogólny

### Zmienność morfologiczna
Ogólny pokrój przedstawicieli rodzaju Chara jest podobny. Ramienica grzywiasta (Ch. filiformis) nieco od niego odbiega, gdyż mając niepozorne nibyliście ma pokrój żyłkowaty. Przedstawiciele danego gatunku w zależności od warunków ekologicznych mogą jednak wytwarzać różne ekotypy. W wodach płytkich zwykle są to formy mniejsze, a na głębszych stanowiskach wydłużone. Mogą się one różnić kompletnością okorowania, proporcjami nibyliści i międzywęźli, stopniem inkrustacji, tolerancją na zasolenie itd.

### Systematyka
Przynależność systematyczna przyjęta przez AlgaeBase: cesarstwo (domena): eukarionty, królestwo: rośliny, podkrólestwo: rośliny zielone, infrakrólestwo:
Streptophyta, gromada: Charophyta, klasa: Charophyceae, rząd: Charales, rodzina: Characeae, plemię: Chareae.
W bardziej tradycyjnych ujęciach ramienice bywają włączane do zielenic, np. tworząc następujący układ: królestwo: eukarionty, podkrólestwo: rośliny, gromada Chlorophyta, klasa: Charophyceae, rząd: Charales, rodzina: Characeae, podrodzina Charoideae.
Rodzaj o skomplikowanej klasyfikacji, dzielony na sekcje (m.in. Agardhia, Chara, Gioallenia, Grovesia, Hartmannia) i podsekcje. Niektóre gatunki są dość silnie izolowane i trudno dochodzi do krzyżowania.
W historii badania rodzaju wyróżniono kilkaset gatunków, z których niektóre okazały się synonimiczne. U zarania nowoczesnej botaniki do rodzaju Chara zaliczano niekiedy przedstawicieli odległych grup taksonomicznych. Przykładowo, żabirośl (Batrachospermum) przez Friedricha Weissa była nazwana Chara batrachosperma, przy czym identyczną nazwę inni badacze nadali gatunkom obecnie uznanym za tożsame z Ch. vulgaris i Nitella confervacea. Na początku 2012 roku według systemu przyjętego w serwisie AlgaeBase za zaakceptowane uznano następujące z nich:
| - Chara acanthopitys - Chara aculeolata (ramienica kolczasta – w polskiej literaturze utożsamiana z Ch. intermedia) § - Chara ajensis - Chara albaniensis - Chara altaica - Chara amplexa - Chara andina - Chara andreanszkyi - Chara angarica - Chara angolensis - Chara arcuatofolia - Chara armata - Chara aspera (ramienica szorstka) § - Chara australis - Chara baltica (ramienica bałtycka) § - Chara baueri (ramienica miotlasta) § - Chara bellangeri - Chara bharadwajae - Chara biharensis - Chara bisulcata - Chara bleicheri - Chara brachystephana - Chara braunii (ramienica wieńcowa, syn. Ch. coronata) § - Chara brevibracteata - Chara brevicoronula - Chara brewsterensis - Chara brianica - Chara brionica - Chara brittonii - Chara buckellii - Chara bulbillifera - Chara calveraënsis - Chara canescens (ramienica włochata) § - Chara capensis - Chara carinata - Chara carmenensis - Chara cespitosa - Chara chamaepitys - Chara chilensis - Chara chrysospora - Chara cienegaensis - Chara cingulata - Chara circinnata - Chara clavata - Chara coarctata - Chara colata - Chara connivens (ramienica zagięta) § - Chara contraria (ramienica przeciwstawna) - Chara corallina - Chara corfuensis - Chara correntina - Chara crassicaulis § (ramienica grzywiasta) - Chara crinitiformis - Chara cripspe - Chara cubensis - Chara curta - Chara densispina - Chara denudata - Chara diaphana - Chara dissoluta var. ohridana | - Chara divergens - Chara doliolum - Chara domini - Chara drouetii - Chara duplicicarinata - Chara ecklonii - Chara ehlei - Chara evoluta - Chara fibrosa - Chara filarszkyi - Chara filiformis (ramienica grzywiasta(gubołodygowa), syn. Ch. jubata) § - Chara fischeri - Chara flabellata - Chara formosa - Chara fragifera - Chara fulgens - Chara funicularis - Chara galioides - Chara gardnerae - Chara gayeri - Chara globata - Chara globularis (ramienica krucha, syn. Ch. fragilis) - Chara gobiana - Chara gomboczi - Chara grovesii - Chara guairensis - Chara guatemalensis - Chara guineensis - Chara gymnophylla - Chara haitensis - Chara hakonensis - Chara halina - Chara handae - Chara hatei - Chara hedvigii - Chara hellenica - Chara hereroensis - Chara hirmeri - Chara hirsuta - Chara hispida (ramienica kosmata) § - Chara hookeri - Chara hornemannii - Chara horrida - Chara hunanensis - Chara hungarica - Chara hydropitys - Chara hypnoides - Chara imperfecta - Chara inconnexa - Chara inconstans - Chara indica - Chara inermis - Chara infirma - Chara intermedia (ramienica kolczasta – w polskiej literaturze utożsamiana z Ch. aculeolata) - Chara interrupta - Chara javanica - Chara jurensis - Chara juvenile - Chara kenoyeri | - Chara keukensis - Chara kieneri - Chara kirghisorum - Chara kokeilii - Chara kraussiana - Chara kraussii - Chara lalitpurensis - Chara langeri - Chara lanzhouensis - Chara leiopitys - Chara lemani - Chara leptopitys - Chara leptosperma - Chara linharensis - Chara locuples - Chara longiarticulata - Chara longicorollata - Chara longifolia - Chara macounii - Chara maioricensisolum - Chara martiana - Chara mollusca - Chara monilifera - Chara morini - Chara mosis - Chara mucronata - Chara muelleri - Chara multispira - Chara muscosa - Chara myriophylla - Chara myurus - Chara nana - Chara neglecta - Chara neogenica - Chara nielfalensis - Chara nigricans - Chara nitelloides - Chara nivea - Chara nodosa - Chara nudus - Chara oligocarpa - Chara ornata - Chara palaeofragilis f. ornata - Chara paragymnopitys - Chara parlata - Chara paucicorticata - Chara pellucida - Chara perarmata - Chara perpusilla - Chara piestanensis - Chara piniformis - Chara polita - Chara polyacantha (ramienica wielokolczasta) § - Chara polycarpa - Chara preissii - Chara prisca - Chara pseudo-brachypus - Chara pseudocanescens - Chara pseudoglobularis - Chara pseudohydropitys - Chara punctata | - Chara quadriscutula - Chara repens - Chara reussiana - Chara robbinsii - Chara robusta - Chara rollei - Chara rotunda - Chara rudis (ramienica zwyczajna) § - Chara rusbyana - Chara santiaguensis - Chara sausari - Chara seminuda - Chara sertularioides - Chara setosa - Chara shanxiensis - Chara sinkiangensis - Chara sivana - Chara socotrensis - Chara spirocarinata - Chara stachymorpha - Chara stiriaca - Chara strigosa (ramienica szczeciniasta) § - Chara strobilocarpa - Chara subcylindrica - Chara subglobosa - Chara subimpressa - Chara submollusca - Chara superba - Chara tanyglochis - Chara tasmanica - Chara tatarica - Chara tehuacanensis - Chara tenera - Chara tenuispina (ramienica cienko kolczasta) § - Chara texensis - Chara tomentosa (ramienica omszona) § - Chara tornata - Chara torulosa - Chara tuberculata - Chara turbinata - Chara tuzsoni - Chara ulmensis - Chara ungeri - Chara unica - Chara uzbekistanica - Chara vectensis - Chara vernicosa - Chara vertillibracteata - Chara vesicata - Chara vespiformis - Chara vieillardii - Chara virgata (ramienica delikatna, syn. Ch. delicatula) - Chara voluta - Chara vulgaris (ramienica pospolita, syn. Ch. foetida) - Chara wallichii - Chara yunchengensis - Chara zeylanica |

Symbolem „§” oznaczono gatunki objęte ochroną gatunkową (ścisłą lub częściową) w Polsce.

## Zastosowanie
Osobniki z tego rodzaju są częstym obiektem badań z zakresu elektrofizjologii i transportu jonów. Ze względu na pokrewieństwo ramienicy z roślinami telomowymi także badane są jej powiązania filogenetyczne i ewolucyjne oraz różne aspekty jej biologii, zwłaszcza morfogenezy. Oospory zalegające w osadach mają zastosowanie w badaniach paleoekologicznych. Jako że zwykle występują w wodach dość czystych, są generalnie uważane za bioindykatory wód dobrej jakości ekologicznej. W stosowanym w Polsce Makrofitowym Indeksie Rzecznym wszystkie występujące w rzekach ramienice potraktowano łącznie i przypisano im wartości L=6 (oznaczającą wskaźnik wód mezotroficznych, bliższych oligotrofii) i W=2 (oznaczającą przeciętny zakres tolerancji ekologicznej). Ze względu na sprzężenia zwrotne ramienice są uważane za zdolne do hamowania eutrofizacji, przez co bywają introdukowane do zbiorników w eksperymentach biomanipulacyjnych mających na celu poprawę jakości wód.

## Zagrożenia i ochrona
Wszystkie gatunki występujące w Polsce są rzadkie, niektóre do niedawna podawane w polskiej florze obecnie są uznane za wymarłe. Ochronie gatunkowej w Polsce podlega 9 (mniej więcej połowa) gatunków. Ochronę tę wprowadzono w 2004 roku, po raz pierwszy uwzględniając wówczas gatunki glonów. Obecność większości zbiorowisk ramienic w zbiorniku nawet nieobjętych ochroną gatunkową, jest podstawą do objęcia go ochroną jako siedlisko przyrodnicze 3140 (twardowodne oligo- i mezotroficzne zbiorniki z podwodnymi łąkami ramienic Charetea) w systemie Natura 2000. Natomiast niektóre ramienice są charakterystyczne dla innych siedlisk przyrodniczych, np. Ch. baltica dla siedliska 1160 (duże płytkie zatoki), a Ch. globularis i Ch. virgata oprócz jezior ramienicowych także siedliska 3110 (jeziora lobeliowe).